# Гестрац
Гестрац (нем. Gestratz) — община в Германии, в земле Бавария. 
Подчиняется административному округу Швабия. Входит в состав района Линдау-Бодензее.  Население составляет 1187 человек (на 31 декабря 2010 года). Занимает площадь 15,07 км².

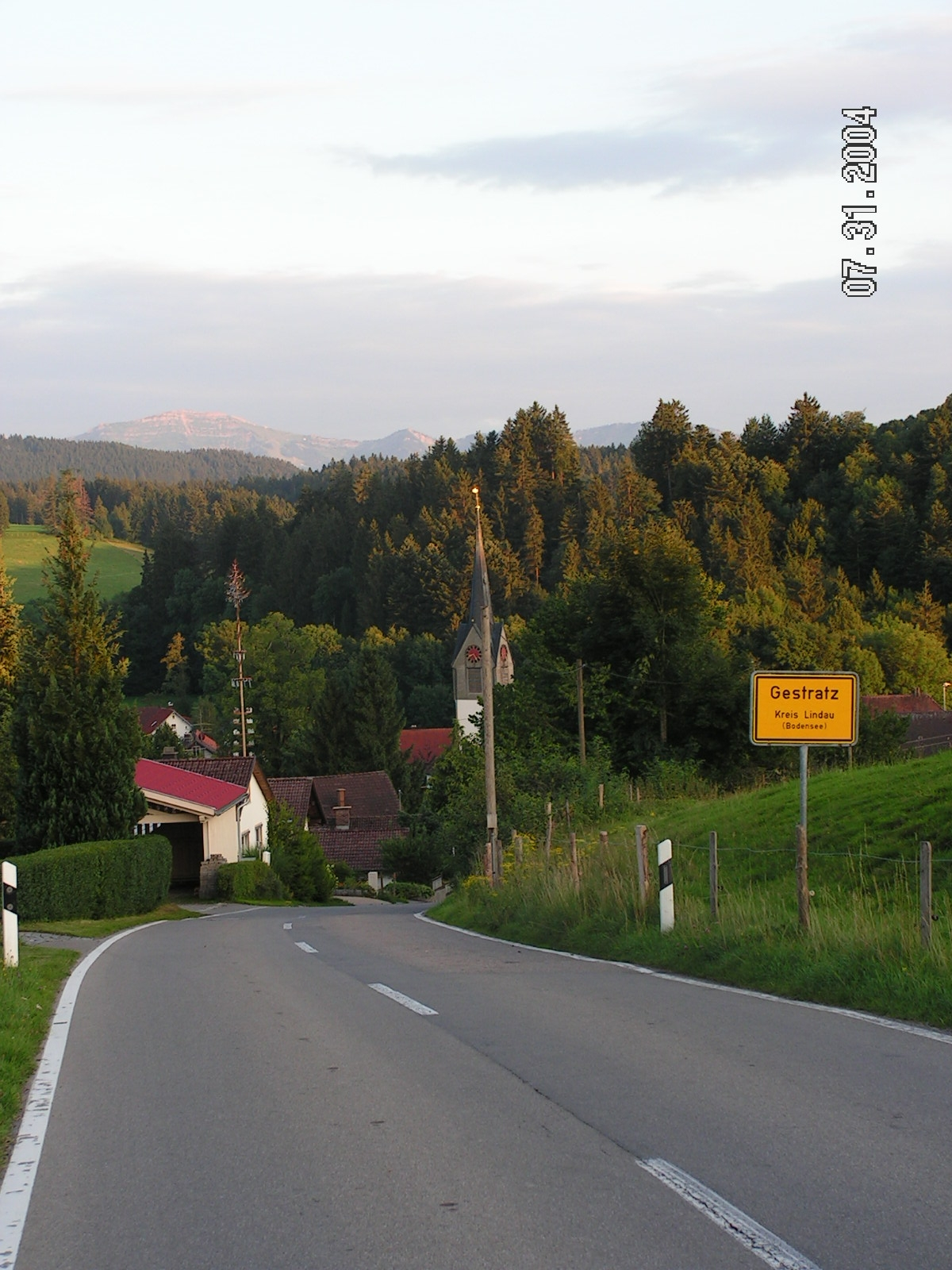
Гестрац